# Kizuna AI
Ай Кидзуна (яп. キズナアイ Кидзуна Ай, также англ. Kizuna AI, где имя стилизовано под аббревиатуру «ИИ») — японский виртуальный идол и видеоблогер. Считается первым в мире виртуальным ютубером, однако в реальности им не является, поскольку канал Ami Yamato, использующий тот же концепт трёхмерного аватара-блогера, был создан на 5 лет раньше.
Проект имеет два канала на YouTube: «A.I.Channel» (создан в декабре 2016 года) и «A.I.Games» (в марте 2017 года). 5 мая 2018 года каналы A.I.Channel и A.I.Games в общей сложности имели 1,8 млн подписчиков и 41 804 036 просмотров, в начале октября того же года количество подписчиков превысило 3,2 млн, а количество просмотров — 223 млн.

## История
Первый канал был запущен на YouTube в декабре 2016 года, но в январе 2017 канал был остановлен, и канал пришлось переместить на niconico. Возобновлён на YouTube в феврале того же года, после постепенного роста популярности в Японии, Корее и других странах. В марте 2017 года открывается канал «A.I.Games», который в основном содержит комментарии к играм.
3D-модель персонажа была создана художником Tomitake, Tda отвечал за контроль над моделью, в то время как имена редактора за кулисами, голоса за кадром и других работников проекта держались в секрете. Однако, в сети были обнаружены демо-записи сэйю Нодзоми Касуги, и нашедший их пользователь отметил сходство голоса актрисы с таковым у Кидзуны. Касуга подтвердила это в своём твиттере 24 апреля 2020 года.
Предположительно, видеоролики создаются свободным программным обеспечением MikuMikuDance, а для захвата движений использовался Microsoft Kinect. Содержание видеороликов на каналах похоже на содержание и действия «живых» ютуберов, включая обсуждения на видеохостинге, ответы на вопросы, живую игру и т. п. Язык видеороликов в основном японский, но на канале поклонникам также предоставляются субтитры на нескольких языках.
У персонажа есть свой официальный сайт, страницы на Twitter и Instagram, режим работы канала имеет тенденцию к техническому и веерному управлению. В течение выступления на стенде AnimeJapan в 2017 году также начало развиваться сотрудничество с игровыми компаниями.

## Партнёры
- Avabel Online — Башня Кидзуны (яп. アヴァベルオンライン-絆の塔-), 7 апреля 2017 года) яп. アヴァベルオンライン-絆の塔-[13]
- 360Channel (12 мая 2017 года) — передача A.I.Channel в 360 [VR][18]
- VIRTUAL GATE (май 2017 года) — изображения[19]
- Mitorasufia (яп. ミトラスフィア — сфера удалённого доступа в Мито, 28 августа 2017)[20]
- Gēmāzu! Terebi CM (яп. ゲーマーズ！ テレビCM — телевизионная реклама аниме Gamers!, 21 августа 2017)[21]。